# 멘칼리난

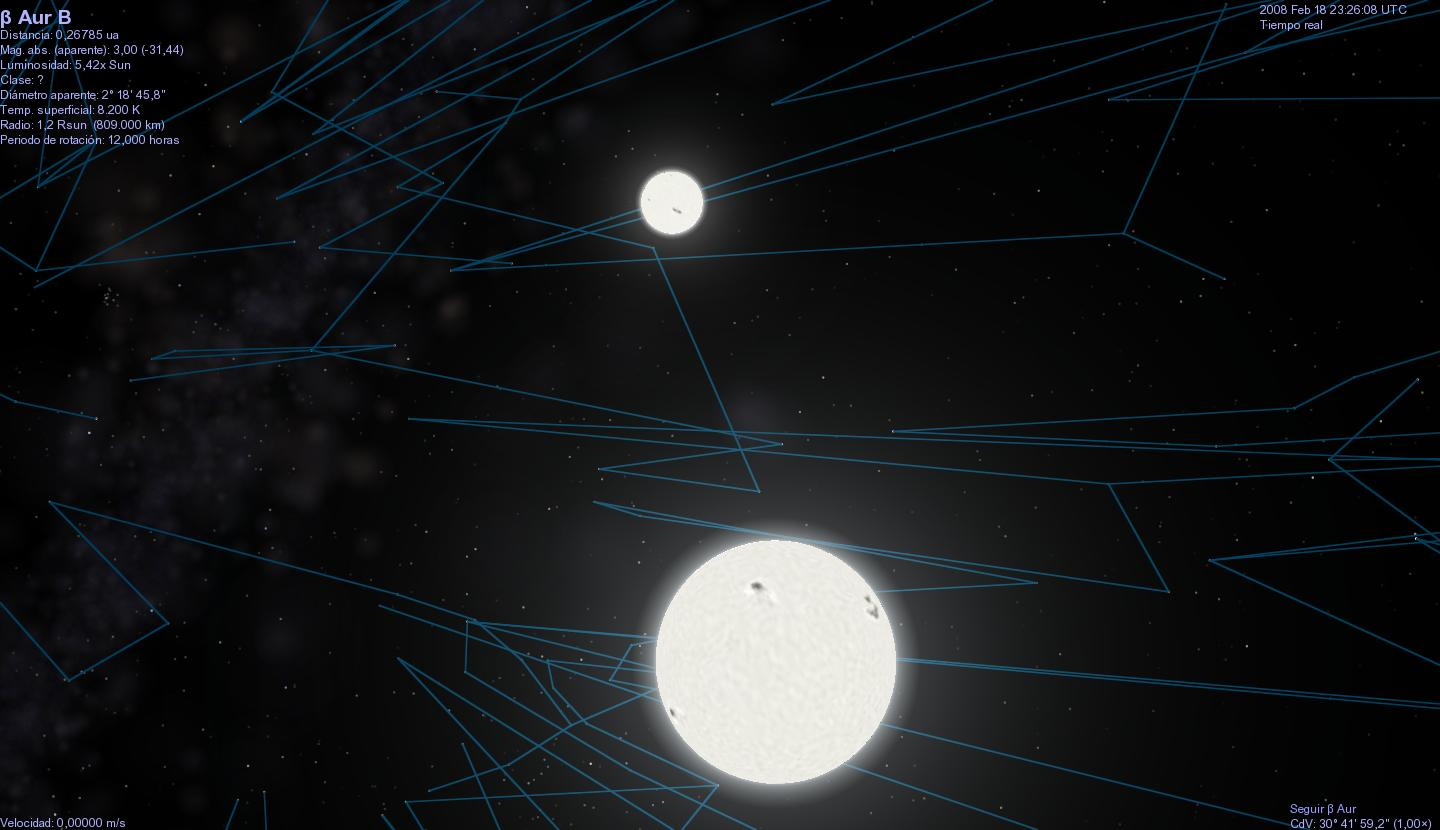
셀레스티아로 멘칼리난 A와 B를 시뮬레이션한 것.

멘칼리난(Menkalinan, Menkarlina)은 마차부자리에 있는 별로, 지구에서 85광년 정도 떨어져 있다. 바이어 명명법에 의하면 마차부자리 베타로 읽는다. 멘칼리난은 아랍어로 منكب ذي العنان(만키브 시-르-이난)라고 표기하며, 이는 '고삐를 쥔 자의 어깨'라는 뜻이다.
멘칼리난은 베가나 데네볼라, 시리우스 등과 비슷한 분광형 A의 항성이다. 이 별은 현재 준거성 상태에 있는데, 이는 멘칼리난이 수소 연소를 끝내고 주계열 단계를 떠나 헬륨 연소 단계에 돌입했음을 의미한다. 이 별은 알데바란과 같은 적색 거성으로 진화할 것이다.
멘칼리난은 삼중성계로, 밝은 준거성 두 개와 어두운 적색 왜성 한 개로 구성되어 있다. A와 B는 서로 질량이 거의 비슷하다. 둘은 분광 식쌍성으로, 두 별이 합쳐서 내는 광도는 +1.85에서 +1.93까지 3.96004일 주기로 변한다. 매 47.5시간마다 한 쪽 별이 다른 쪽 별을 가리는 현상을 관측할 수 있다. 멘칼리난 C는 맨눈으로 볼 수 없을 정도로 어둡다. C는 A와 B에서 약 330 천문단위 떨어져 있다.
멘칼리난은 큰곰자리 이동성단의 일원이다. 중국에서 이 별은 오거삼(五車三)이라고 불렸으며 이는 다섯 전차 중 셋째라는 의미이다.

## 같이 보기
- 알골